# Абылай-султан
Абылай-султан — казахский султан, правитель Туркестана и Андижана. Сын Ондан султана, внук Шыгай хана. 
Сведения о султане можно найти как в русских, так и в мусульманских источниках. Самые подробные сведения об этом султане содержатся в произведении "Бахр ал-асрар". Абылай был активным и воинственным султаном при старшем хане Есиме. Он участвовал в борьбе между Вали-Мухаммад-ханом и Имам-Кули-ханом. Возглавлял объединенные силы казахов и кыргызов в битве против Тимур-султана, сына могольского хана Шуджа ад-Дин Ахмад-хана. Абылай также отмечался захватом в разное время городов Ташкент и Андижан. В то же время, вместе с Есим ханом в русских документах называется «савранским Казацкие Орды... царем Аблаханом».

## Биография
В 1606 году казахи под командованием султана Абылая, племянника Есим-хана, вторглись в пределы Самарканда. Отразить нападение Абылая потребовало огромных усилий. В 1609 году Абылай-султан снова попытался захватить Самарканд. Против него выступили армии Йалантуш-бахадура и Мухаммед-Баки-бия мангыта, которым удалось отогнать казахские войска. Абылай-султану пришлось отступить в Сыганак.
В Бухарском ханстве началась внутренняя борьба за власть. В 1611 году по результату заговора Вали-Мухаммед-хан был свергнут, а на трон узбекского государства взошел Имамкули-хан, сын Баки-Мухаммед-хана. Вали-Мухаммед-хан, получив поддержку от Сефевидов, продолжил борьбу за трон. Казахские лидеры воспользовались этими событиями и активно участвовали в междоусобной борьбе. В 1611 году Есим-хан, султаны Абылай, Кайнар Кошек (родной брат Абылая) и Жанибек, сын Есим-хана, поддержали Имамкули-хана против Вали-Мухаммед-хана. На стороне Вали-Мухаммед-хана был казахский султан Абу Саид, который, по данным "Тарих-i алам-ara-yi Аббаси", перешел на сторону Имамкули-хана в последний момент. Это стало одной из причин поражения Вали-Мухаммед-хана, который был казнен после поражения. За свою помощь Имамкули-хан признал право Есим-хана на Ташкент и некоторые города Туркестана.
Однако это не привело к миру между ними, если верить "Тарих-и Муким-хани" Мухаммеда Юсуфа Мунши. После восшествия на трон Имамкули-хана, казахи и калмаки напали на окраинные районы Мавераннахра. В ответ в 1612 году Имамкули-хан совершил большой поход против "казахов, каракалпаков и калмаков", изранив их и жестко их наказав. Затем он послал своего сына Искандер-хана управлять Ташкентом, но жители города восстали и убили его. Имамкули-хан сурово отреагировал, расправившись с жителями. Мухаммед Юсуф Мунши записал: "В тот день базар был оживлен до полуденной молитвы, и старец продавался по цене младенца. Число убитых превышало все ожидания". 
Казахским правителям удалось вновь взять под контроль Ташкент в 1613 году. После этого они отправились в поход на Самарканд. Имамкули-хан и его брат Надир-Мухаммед из Балха противостояли казахам, но были разгромлены. Казахам не удалось воспользоваться успехом из-за внутренних разногласий. В это время в самом Казахском ханстве начался конфликт среди высшей знати, борьба за власть в государстве. Одна группа, возглавляемая Есим-ханом и султаном Абылаем, столкнулась с группой, которой управлял сын Джалим-султана Турсун-султан (Турсун-Мухаммед-султан). У последних была идея союза с Аштарханидами. По "Бахр ал-асрар" Махмуда ибн Вали, Турсун-султан, расположенный в районе реки Сырдарья, послал представителя в Бухару с жалобой на нападения других казахских султанов, поддерживаемых кыргызами и калмаками. Имамкули-хан обратил внимание на Турсун-султана, надеясь установить контроль над Казахским ханством через него. При поддержке Аштраханидов Турсун хан в 1613-1614 годах захватил власть в Ташкенте и некоторых городах Туркестана. Был заключен договор между Турсун-Мухаммед-ханом и Аштарханидами по предложению Надира-диванбеки, дяди Имамкули по материнской линии. Согласно условиям договора, Турсун-Мухаммед-хан принял титул Имамкули-хана и стал вали вилайета Ташкента и Туркестана. Однако его власть оказалось неустойчивой, так как он вынужден был соперничать с потомками Шигай-хана, Есим-ханом и султаном Абылаем. 
Есим-хан попытался создать союз с ногайскими правителями для борьбы против калмаков и Аштарханидов. Ногайский вождь Иштерек в феврале 1616 года отправил послание к Бухаре: "Алатувыев, король казаков Ишима, послал мне...". Союз между Есим-ханом и Иштереком оказался неудачным, не оправдал ожиданий сторон. Возможно, в это время автор "Имамкули-хан-наме" Сухайло сообщил, что казахи, калмаки и кыргызы заключили "договор о войне против шаха" (Имамкули-хана). Этот альянс возглавляли Есим-хан, Абылай, Назар и Кучук.
Однако вскоре Абылай, который после ухода Есим-хана возглавил Сауран потерпел поражение от Турсун-Мухаммед-хана. Города подчиненные ему были переданы Турсун-Мухаммед хану. Есим-хан вернулся в область Казахского ханства около 1623-1624 года и заключил мирный договор с Турсун-Мухаммед-ханом, став его политическим союзником. Оба правителя вновь установили узы дружбы, итогом которого стал временный мир и двоевластие когда в Казахском ханстве стало два хана в двух столицах, в Туркестане и в Ташкенте.
1627 году джунгары (калмыки) участили набеги на казахские земли и нанесли огромный ущерб хозяйству. Хан Есим, собрав войска, выступил в поход против калмыков. Разбив джунгар и изгнав их за Джунгарские горы, он вернулся с победой и большими трофеями. Воспользовавшись отсутствием соперника хан Турсун, собрав свои войска, с целью объединения земель захватил вторую столицу Казахского ханства, город Туркестан. Захватив в плен семью хана Есима — его жен и детей, увез их в Ташкент. Узнав о нарушении перемирия, хан Есим снова собрал свое войско и направился к крепости Шымкент. В 1627 году в окрестностях Шымкента в местности Сайрам состоялось Сайрамское сражение между Есим-ханом и Турсун-ханом. Проиграв битву, хан Турсунхан бежал, его окружение его пленило, убило и передало тело в руки хана Есима в обмен на свободу. Хан Есим истребил весь род катаган, принимавший активное участие на стороне хана Турсуна, приговорил к уничтожению по степным обычаям, мужчина чей рост выше колеса восточной арбы (высота приблизительно 1,5 метра) подвергался казни. Женщины, старики и дети оставшиеся после казни рослых мужчин остались в составе казахского народа под новым названием "шанышкылы". Чтобы избежать кары, часть этого рода спаслась среди кураминцев и узбеков где сохранила самоназвание своего племени "катаган". Противостояние Есим-хана с Турсун-ханом в истории сохранилось под названием «Катаганское побоище».
После смерти Есим-хана в 1628 году трон Казахского государства был занят его племянником Абылаем. В 1628 году Абылай прибыл в Ташкент и провозгласил свою власть, однако Имамкули-хан направил армию на Ташкент, и Аштарханиды одержали победу в битве при Каймасе. Абылай потерял контроль над Ташкентом и Андижаном, вынужден был бежать в степи Жетысу и Кыргызстан. В 1631 году Абылай снова смог захватить Андижан и убил сына Имамкули-хана, Пир-Мухаммед-хана. В ответ на это действие Имамкули-хан предпринял кампанию, в ходе которой Абылай был убит Али-Мурад-есаулом. Дочь Абылай-султана вышла замуж за бухарского хана Имам-Кули. Неизвестно, имел ли Абылай сыновей.